# James Ritchie (Zoologe)

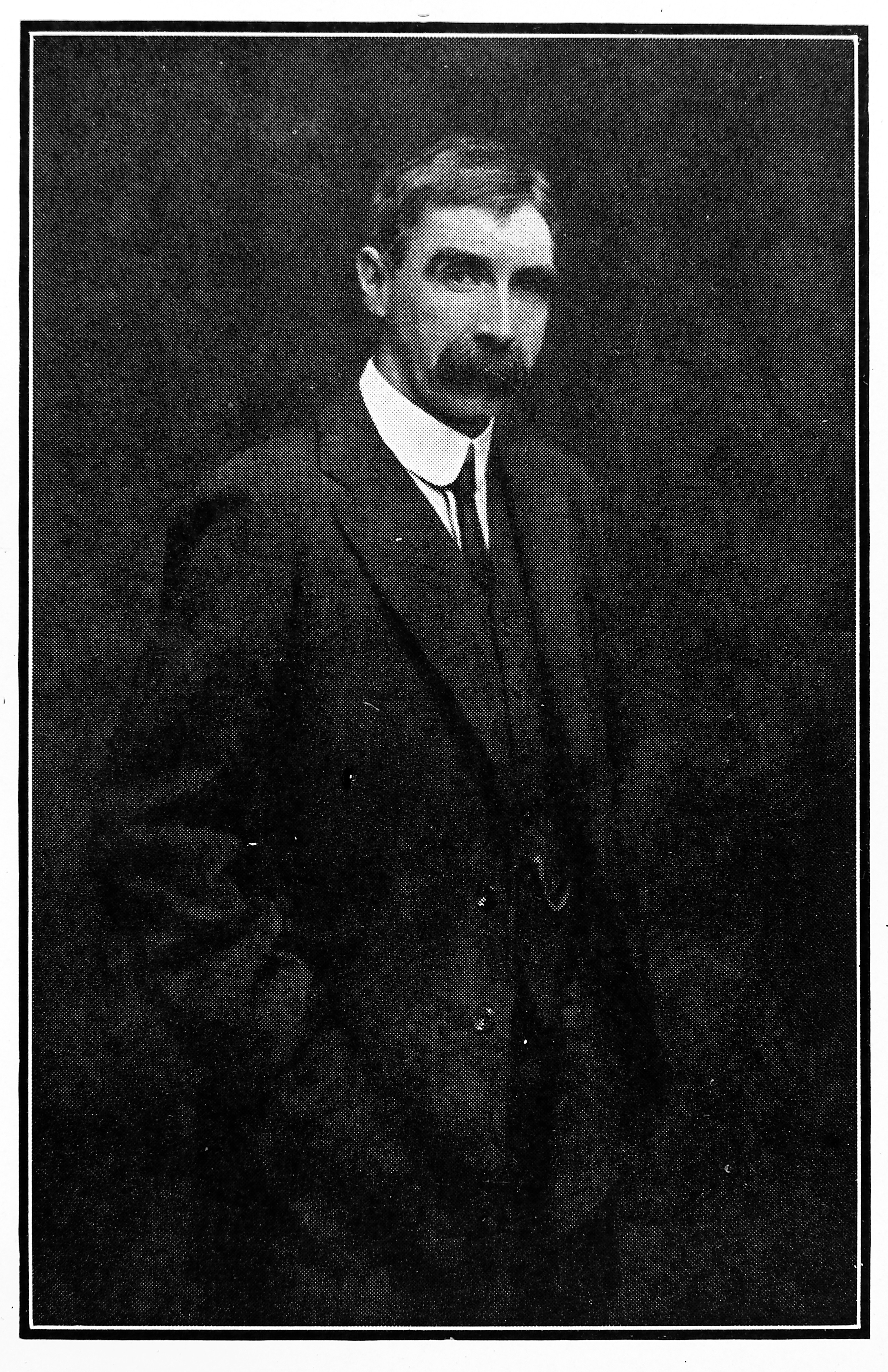
James Ritchie auf einem Gemälde von Alfred Edward Borthwick in den Räumen der Royal Society of Edinburgh

James Ritchie (* 27. Mai 1882 in Port Elphinstone, Aberdeenshire; † 19. Oktober 1958) war ein schottischer Zoologe und Archäologe, Regius Professor of Natural History an der University of Aberdeen (1930 – 1936) und Präsident (1954–1958) der Royal Society of Edinburgh.

## Leben
Ritchie wurde als Sohn des lokalen Lehrers James Ritchie in Port Elphinstone im Aberdeenshire geboren.
Nach dem Besuch von Gordon’s College in Aberdeen und seinem Abschluss (M. A.) studierte Ritchie Wissenschaften.
1921 bis 1930 wirkte er als Kurator (Keeper) der Abteilung Naturgeschichte des Royal Scottish Museums in Edinburgh. 1930 wurde er zum Professor für Naturgeschichte an der University of Aberdeen berufen, bis ihm 1937 eine Professur in Edinburgh angeboten wurde, die er bis 1952 hielt. 1952 zog er sich von der Lehre zurück.
Ritchie heiratete Jessie Jane Elliot, mit der er einen Sohn hatte, Anthony Elliot Ritchie (1915–1997). Nach seinem Tod am 19. Oktober 1958 hinterließ er dem Royal Scottish Museum eine Sammlung von Meerestier-Präparaten.

## Auszeichnungen
1916 wurde Ritchie zum Fellow der Royal Society of Edinburgh berufen. Seine Fürsprecher waren Thomas Carlaw Martin (1850–1920), James Cossar Ewart, James Hartley Ashworth und Cargill Gilston Knott. Die Gesellschaft ehrte ihn mit der Keith Medal (1941–1943). Für seine Verdienste wurde Ritchie 1948 zum Commander des Order of the British Empire ernannt. Die University of Aberdeen ehrte ihn mit einem Ehrendoktor (LL.D.).

## Bibliografie
- 1920: The Influence of Man on Animal Life in Scotland; A Study of Faunal Evolution
- 1932: Beasts and birds as farm pests
- Perspectives in evolution
- The Hydroids of the Scottish National Antarctic Expedition